# メディエータ
メディエータ（THE MEDIATOR）はメグ・キャボットによる小説。全3巻。
また、前日談としてメディエータZEROも出版されている。こちらも全3巻。翻訳者は代田亜香子。

## 概要
本編は幽霊が見え、幽霊に触れ、幽霊と話ができる霊能者（メディエータ）である主人公のスザンナ・サイモンがスレーター家の家庭教師になるところから始まるが、メディエータZERO（以下ZERO）では時系列が巻き戻り母親が再婚し、ニューヨークからカリフォルニアへ引っ越してきたことが発端となっている。
本編もZEROも助けを求めてきたり危害を加えようとする幽霊やその他の霊能者とのやりとりが主軸となっているが、その他にスザンナとスザンナの部屋に取り付いている幽霊、ジェシーの恋愛要素も含まれている。また、ジェシーの死亡する原因や身元などについても、本編を中心に明かされていく。

## 登場人物
スザンナ・サイモン
物語の主人公である16歳の女子高生。愛称はスーズで、ほとんどの人物がそう呼ぶが、スーザンと名前を間違えられることが良くある。霊能者（メディエータ）で、2歳の時に初めて幽霊を目にした際に能力を自覚する。霊能者である点以外は至って平凡だと自分で思っているが、少しばかりルックスの良さは自負している。ZEROの時点ではジェシーに恋をしてしまわないよう努力をしている節が見られるが、ZEROのepisode3「復讐のハイウェイ」の最後で恋心を自覚。本編の2巻「キスしたら、霊界？」で両思いだということを知るが、本編全体を通して、幽霊と生身の人間という絶対的な差に苦しむことになる。
霊能者の使命は幽霊を霊界へ行く手助けをすることだと一応ながら感じており、霊能者としての人生はサイアクだとも思っているが、ジェシーに出会えたことには感謝している。また、前述のとおり幽霊の手助けをする過程で、女性でありながら襲ってくる幽霊やそれにより敵対することになった人物とのもみ合いはしょっちゅうであるため、怪我をかなりの頻度で負う。しかし霊能者の特異体質の一つとして、とてもタフということがあり、めったなことをしない限り死なない。怪我を負うことを不審に思われたり、幽霊の見えない大多数の人間から変人扱いされたりすることもしょっちゅうであるが、本人はもう慣れてしまっている。
ジェシー（ヘクター・ド・シルヴァ、ZEROではヘクター・デ・シルヴァとの記述がある）
150年以上前に死んだラテン系男性の幽霊。スザンナの部屋に取り憑いている。黒髪で筋肉質、外見が良く、スザンナ曰く「オトコマエが服を着て歩いているみたい」。自ら自分の死について語ろうとしない。読書家で家の中の本をよく読んでおり、猫のスパイクに非常に懐かれている。性格はいたって冷静で、生まれ育った時代柄、女性に優しくとても紳士的。スザンナがキスを期待するシチュエーションでも「雰囲気をぶち壊す」ような行動をする。スザンナのことが好きだと明確になるのは本編2巻だが、ZEROのepisode1「天使は血を流さない」からスザンナを助けたり案じる描写がある。スザンナのことを「スザンナ」と本名で呼ぶが、時折「ケリーダ」（スペイン語で愛しい人、または大切な人を意味する言葉）とも呼ぶ（スザンナへの感情を表していると思えなくもないが、ZEROのepisode1のそれなりに序盤のところから呼び始めているので、明確な恋心を示しているかどうかは不明）。その他にもスペイン語でなにやら罵倒する類の言葉をつぶやいたりするシーンもある。
その正体は現スザンナの家で婚約者マリアの恋人に殺された霊。マリアとはいとこで親同士の計らいにより結婚が取り決まったが、マリアは全く別の奴隷商人ディエゴと結婚したく、同じ思いであるディエゴにジェシー殺害を依頼した。霊能者に秘めたる能力をつかい、スザンナがジェシー殺害を阻止（正確には阻止することを阻止するために行った）しに過去に行った際は、ディエゴを返り討ちにして、スザンナの生きている時代で生還（瀕死だが）している。
ドミニク神父
スザンナの通う高校の校長で、ベテランの霊能者。スザンナが霊能者であることを知っている数少ない生身の人間。スザンナを「スザンナ」と本名で呼ぶ。霊術（メディエーション）について穏便な考えを持っており、暴力でたびたび解決しようとするスザンナをとがめる役になっている。しかし同じ能力者ということもあってスザンナのフォローに回ってくれることもある。過去に女性幽霊と恋に落ちたことがあったらしいが、詳細は不明。
ポール・スレーター
転校生で霊能者の少年。日に焼けたスポーツマンタイプのイケメン。スザンナが家庭教師をしていた少年の兄であり、スザンナに何かとアプローチをしてきて、スザンナに好意があるような言動を繰り返す。そのため、ジェシーの存在を良く思っておらず、殺そうとしたり（正式にはすでに死んでいるが）、時代の流れを利用して消そうとしたことも何度かある。このことにより、ジェシーとは犬猿の仲。霊能者に隠された能力のことも知っている。
シーシー
スザンナの同級生で親友の少女。アルビノで肌が白い。ジェシーについての確信をつくなど、スザンナの能力に感づいている。学校新聞の編集長で、ひそかにアダムに思いを寄せている。
アダム
スザンナの同級生で親友の少年。金持ちの息子で毒舌家。シーシーと仲が良い。
ジーナ
ニューヨークにいるスザンナの親友。オレンジのドレッドヘアがチャームポイント。スザンナが霊能者であることを薄々知っていて、時々手助けをしてくれる。
パパ
スザンナの実父。すでに死亡しており幽霊だが、スザンナとスザンナのママが心配で現世に留まっている。スザンナが霊能者であることには、幽霊になってから気がついた。ジェシーとは面識がある。
ママ
スザンナの実母。未亡人だったが、アンディと再婚してスザンナと一緒にカリフォルニアに移る。スザンナが霊能者であることでいろいろ問題を起こしているので、かなりの苦労人。スザンナがパパと会話をしているところをたびたび目にしているので、スザンナがパパの死によるショックで幻影を見ているのではないかと心配している。
アンディ
スザンナの母の再婚相手。汚い言葉を使う子供たちを外出禁止にするなど、少々厳格な性格の持ち主。
ジェイク
アンディの連れ子の大学生。眠そうにしているが、女の子にはもてる。
ブラッド
アンディの連れ子の高校生でスザンナと同い年。レスリング部に在籍しており、スザンナからは脳筋扱いされている。
ディヴィット
アンディの連れ子の中学生。一番スザンナと仲が良い。